# 尼扎尼
尼扎尼是捷克的城鎮，位於該國西部，距離首府皮爾森12公里，由比爾森州負責管轄，面積22.79平方公里，海拔高度345米，該鎮在十九世紀發現煤礦，2006年人口6,994。